# 伊賀鉄道伊賀線
伊賀線（）は、伊賀上野駅から伊賀神戸駅までを結ぶ伊賀鉄道の鉄道路線である。全線が三重県伊賀市（旧上野市域）にある。愛称は忍者線（）。

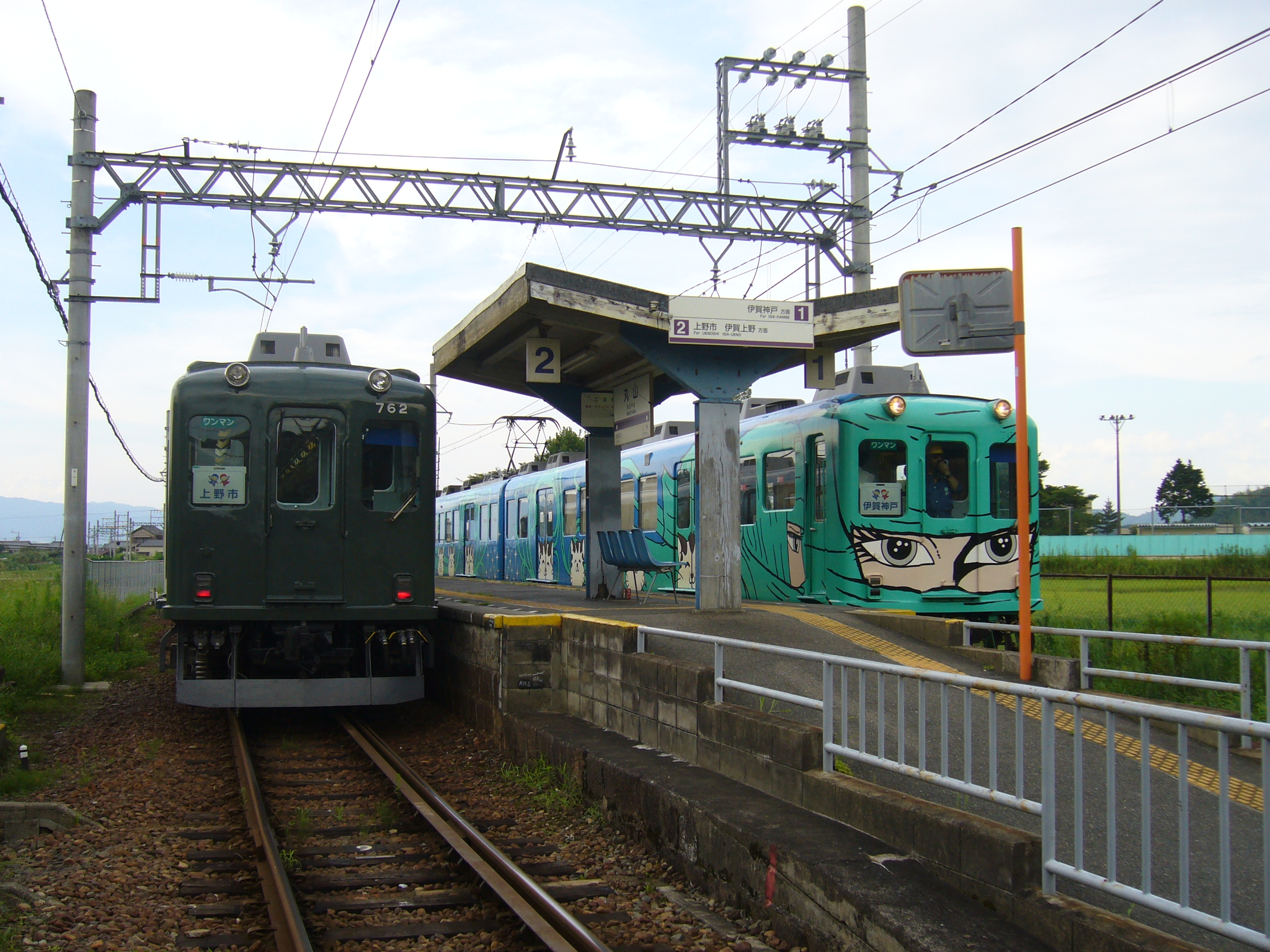
丸山駅にて（2009年8月12日）

本記事では、かつてこの路線を運営していた伊賀軌道、旧伊賀鉄道、伊賀電気鉄道（大阪電気軌道に合併）についても述べる。

## 概要
上野盆地の城下町伊賀市中心部と近鉄大阪線、JR関西本線を結ぶ路線で、2007年10月1日に近畿日本鉄道（近鉄）から伊賀鉄道に運営が移管された。線路などは引き続き近鉄が第三種鉄道事業者として保有していたが、2017年4月1日からは伊賀市が保有している。合理化のため、伊賀上野駅、上野市駅、伊賀神戸駅を除き、終日無人駅となっている。ただし、巡回で駅員が無人駅に来て改札を行うことがある。近鉄大阪線との乗り換え駅である伊賀神戸駅では、近鉄時代も駅員による地上改札が随時実施されていたが、伊賀鉄道移管後は近鉄とは独立した有人改札が近鉄用自動改札の隣に設けられたため、乗り換えの際には一旦改札外に出る必要がある。
沿線が忍者の里であることにちなみ、1997年10月から漫画家の松本零士がデザインしたイラストをペイントした「忍者列車」が運転されている。また、分社化と同時に更新された駅名標は近鉄時代のデザインから一新され、白地に、藍色とび薄藍色のラインが入っている。切符の地紋には伊賀鉄道の社紋が描かれている。
伊賀線では全線で、2024年3月9日からICOCAを導入し、PiTaPaなどの全国相互利用サービス対応のICカードも利用可能となった。運賃は運営移管後別体系となったが、近鉄時代はローカル線の加算運賃が適用されていた。また、有人駅では近鉄時代には磁気券が発売されていたが、運営移管後は伊賀上野駅以外は非磁気券となった。スルッとKANSAI対応カードやJスルーカードは使用できなかった（スルッとKANSAI対応カードについては一時期係員への提示で乗車することができた）。

### 路線データ
- 管轄（事業種別）：伊賀鉄道（第二種鉄道事業者）・伊賀市（第三種鉄道事業者）
- 路線距離（営業キロ）：16.6km
- 軌間：1067mm
- 駅数：15駅（起終点駅含む）
- 複線区間：なし（全線単線）
- 電化区間：全線電化（直流1500V）
- 閉塞方式：自動閉塞式
- 最高速度：65km/h[2]
- IC乗車カード対応区間：
  - ICOCAエリア：全線

## 近鉄からの経営分離
赤字路線のため、2005年12月に近鉄から経営形態の見直しが示唆されていたが、上下分離方式で近鉄が線路や駅舎などの施設を保有して保線などの管理を行い、近鉄や沿線自治体が出資する伊賀鉄道が運営・運行することで存続が決定した。新会社への移行は当初2007年（平成19年）4月を目指していたが、10月1日にずれ込んだ。
この伊賀鉄道へは近鉄が98%、伊賀市が2%を出資し、2007年度（平成19年度）から2016年度（平成28年度）までの10年間、伊賀市は年間最大約0.6億円もしくは赤字額から資本費を控除した額の半額を支援する。赤字額の残りは近鉄等が負担する。なお、2017年度（平成29年度）以降の支援額については関係者間で改めて協議することとしている。その後、同年度より近鉄と伊賀鉄道が保有する施設や車両を伊賀市が譲り受けて維持管理し、それらを伊賀鉄道に貸与する公有民営とすることが検討された。
これとは別に、市側は合併特例債により車両の更新を計画した。2009年4月1日号「広報いが市」によると、この更新は2009年度から3か年で実施する予定で計画され、2011年度までに後述の200系が導入され旧来の車両を置き換えた。
2015年3月に、伊賀線を公有民営方式での運行に移行することに、近鉄・伊賀市・伊賀鉄道が合意したことが発表され、2017年4月1日に実施された。

## 運行形態
すべて普通列車で、伊賀上野駅 - 上野市駅間が1時間あたり1 - 2本、上野市駅 - 伊賀神戸駅間が20 - 40分間隔で運行されている。これは前者の区間がJR関西本線との接続を、後者の区間は近鉄大阪線との接続を重視しているからである。
伊賀鉄道移管後、伊賀上野駅 - 伊賀神戸駅間の全線を直通する列車が毎日3 - 6本運行されているが、近鉄時代は旅客列車は原則として上野市駅で系統が分割されていたため、全線を通して運転される列車は基本的にはなかった（ただし、高校生の通学客対策として、例外的に平日朝ラッシュ時に上野市駅で折り返さない伊賀上野駅 - 茅町駅間の区間運転の列車も設定していた時期もあった）。一方、貨物列車は原則的に全線を通しての運転で、伊賀神戸駅 - 西名張駅間の廃止後も貨物列車の廃止までこの運転形態を踏襲していた。
各区間でワンマン運転を行っている。しかし、一部乗客専務車掌が乗務して車内改札・乗車券販売及び乗降時の改札を行っている。これは前述の無人駅の巡回とともに不正乗車防止のためである。
なお、2008年7月19日より、ラッシュ時を除き無人駅での乗降扱いは列車最前部の扉（運転士に最も近い扉）のみを開ける方式に変更した。これまでは無人駅でも全扉を開けていたため、信用乗車方式に近い状況であった。

## 利用状況

### 輸送実績
伊賀線の輸送実績を下表に記す。表中、輸送人員の単位は万人。輸送人員は年度での値。表中、最高値を赤色で、最高値を記録した年度以降の最低値を青色で、最高値を記録した年度以前の最低値を緑色で表記している。なお、2007年度は近畿日本鉄道は9月までの、伊賀鉄道は10月からの実績である。
| 年度別輸送実績 | 年度別輸送実績     | 年度別輸送実績                  | 年度別輸送実績                  | 年度別輸送実績                  | 年度別輸送実績                  | 年度別輸送実績                  | 年度別輸送実績  | 年度別輸送実績      | 年度別輸送実績        |
| 運営主体       | 年度               | 輸送実績（乗車人員）：万人/年度 | 輸送実績（乗車人員）：万人/年度 | 輸送実績（乗車人員）：万人/年度 | 輸送実績（乗車人員）：万人/年度 | 輸送実績（乗車人員）：万人/年度 | 輸送密度 人/1日 | 貨物輸送量 万t/年度 | 特記事項              |
| -------------- | ------------------ | ------------------------------- | ------------------------------- | ------------------------------- | ------------------------------- | ------------------------------- | --------------- | ------------------- | --------------------- |
| 運営主体       | 年度               | 通勤定期                        | 通学定期                        | 通勤通学 定期計                 | 定期外                          | 合計                            | 輸送密度 人/1日 | 貨物輸送量 万t/年度 | 特記事項              |
| 近畿日本鉄道   | 1966年（昭和41年） |                                 |                                 |                                 |                                 | 414                             |                 |                     | 輸送実績最高を記録    |
| 近畿日本鉄道   |                    |                                 |                                 |                                 |                                 |                                 |                 |                     |                       |
| 近畿日本鉄道   | 1993年（平成5年）  |                                 |                                 |                                 |                                 |                                 |                 | ――                  |                       |
| 近畿日本鉄道   | 1994年（平成6年）  |                                 |                                 |                                 |                                 | 307.4                           |                 | ――                  |                       |
| 近畿日本鉄道   | 1995年（平成7年）  |                                 |                                 |                                 |                                 |                                 |                 | ――                  |                       |
| 近畿日本鉄道   | 1996年（平成8年）  |                                 |                                 |                                 |                                 |                                 |                 | ――                  |                       |
| 近畿日本鉄道   | 1997年（平成9年）  |                                 |                                 |                                 |                                 |                                 |                 | ――                  |                       |
| 近畿日本鉄道   | 1998年（平成10年） |                                 |                                 |                                 |                                 |                                 |                 | ――                  |                       |
| 近畿日本鉄道   | 1999年（平成11年） |                                 |                                 |                                 |                                 | 275.5                           |                 | ――                  |                       |
| 近畿日本鉄道   | 2000年（平成12年） |                                 |                                 |                                 |                                 | 261.1                           |                 | ――                  |                       |
| 近畿日本鉄道   | 2001年（平成13年） |                                 |                                 |                                 |                                 | 247.4                           |                 | ――                  |                       |
| 近畿日本鉄道   | 2002年（平成14年） |                                 |                                 |                                 |                                 | 243.9                           |                 | ――                  |                       |
| 近畿日本鉄道   | 2003年（平成15年） |                                 |                                 |                                 |                                 | 240.3                           | 4,036           | ――                  |                       |
| 近畿日本鉄道   | 2004年（平成16年） |                                 |                                 |                                 |                                 | 238.5                           | 4,056           | ――                  |                       |
| 近畿日本鉄道   | 2005年（平成17年） |                                 |                                 |                                 |                                 | 230                             | 3,912           | ――                  |                       |
| 近畿日本鉄道   | 2006年（平成18年） | 26                              | 150                             | 176                             | 44                              | 220                             | 3,741           | ――                  |                       |
| 近畿日本鉄道   | 2007年（平成19年） |                                 |                                 |                                 |                                 |                                 |                 |                     | 上半期の数値          |
| 伊賀鉄道       | 2007年（平成19年） | 20.2                            | 83.9                            | 104.1                           | 21.8                            | 125.9                           |                 |                     | 下半期の数値          |
| 伊賀鉄道       | 2008年（平成20年） | 31.1                            | 128.1                           | 159.2                           | 45.0                            | 204.2                           | 3,412           |                     |                       |
| 伊賀鉄道       | 2009年（平成21年） | 29.5                            | 115.3                           | 144.8                           | 46.0                            | 190.8                           | 3,246           |                     | 200系車両への更新開始 |
| 伊賀鉄道       | 2010年（平成22年） | 27.9                            | 110.8                           | 138.7                           | 43.9                            | 182.6                           | 3,101           |                     |                       |
| 伊賀鉄道       | 2011年（平成23年） | 26.3                            | 103.4                           | 129.7                           | 42.6                            | 172.3                           | 2,836           |                     | 200系車両への更新終了 |
| 伊賀鉄道       | 2012年（平成24年） | 25.7                            | 96.4                            | 122.1                           | 41.6                            | 163.7                           | 2,702           |                     |                       |
| 伊賀鉄道       | 2013年（平成25年） | 25.5                            | 96.2                            | 121.7                           | 41.8                            | 163.5                           | 2,698           |                     |                       |
| 伊賀鉄道       | 2014年（平成26年） | 24.3                            | 86.5                            | 110.8                           | 40.9                            | 151.7                           | 2,504           |                     |                       |
| 伊賀鉄道       | 2015年（平成27年） | 23.9                            | 85.7                            | 109.6                           | 42                              | 151.6                           | 2,495           |                     |                       |
| 伊賀鉄道       | 2016年（平成28年） | 23.9                            | 80                              | 103.9                           | 41.5                            | 145.4                           | 2,440           |                     |                       |
| 伊賀鉄道       | 2017年（平成29年） | 24.8                            | 77                              | 101.8                           | 39.5                            | 141.3                           | 2,378           |                     |                       |
| 伊賀鉄道       | 2018年（平成30年） | 24.3                            | 71.7                            | 96                              | 38.9                            | 134.9                           | 2,268           |                     |                       |
| 伊賀鉄道       | 2019年（令和元年） | 24.5                            | 66                              | 90.5                            | 37.4                            | 127.9                           | 2,116           |                     |                       |
| 伊賀鉄道       | 2020年（令和2年）  | 21.6                            | 60.7                            | 82.3                            | 21.8                            | 104.1                           | 1,775           |                     |                       |

### 営業成績
伊賀線の近年の営業成績を下表に記す。表中、収入の単位は千円。数値は年度での値。表中、最高値を赤色で、最高値を記録した年度以降の最低値を青色で、最高値を記録した年度以前の最低値を緑色で表記している。なお、2007年度は近畿日本鉄道は9月までの、伊賀鉄道は10月からの実績である。
| 年度別営業成績 | 年度別営業成績     | 年度別営業成績          | 年度別営業成績          | 年度別営業成績          | 年度別営業成績          | 年度別営業成績          | 年度別営業成績          | 年度別営業成績          | 年度別営業成績     | 年度別営業成績     | 年度別営業成績     | 年度別営業成績     | 年度別営業成績 |
| 運営主体       | 年度               | 旅客運賃収入：千円/年度 | 旅客運賃収入：千円/年度 | 旅客運賃収入：千円/年度 | 旅客運賃収入：千円/年度 | 旅客運賃収入：千円/年度 | 旅客運賃収入：千円/年度 | 貨物運輸 収入 千円/年度 | 運輸雑収 千円/年度 | 営業収益 千円/年度 | 営業経費 千円/年度 | 営業損益 千円/年度 | 営業 係数      |
| -------------- | ------------------ | ----------------------- | ----------------------- | ----------------------- | ----------------------- | ----------------------- | ----------------------- | ----------------------- | ------------------ | ------------------ | ------------------ | ------------------ | -------------- |
| 運営主体       | 年度               | 通勤定期                | 通学定期                | 通勤通学 定期計         | 定期外                  | 手小荷物                | 合計                    | 貨物運輸 収入 千円/年度 | 運輸雑収 千円/年度 | 営業収益 千円/年度 | 営業経費 千円/年度 | 営業損益 千円/年度 | 営業 係数      |
| 近畿日本鉄道   | 2003年（平成15年） |                         |                         |                         |                         |                         |                         |                         |                    | 228,000            | 668,000            | △440,000           | 293.0          |
| 近畿日本鉄道   | 2004年（平成16年） |                         |                         |                         |                         |                         |                         |                         |                    | 219,000            | 614,000            | △395,000           | 280.1          |
| 近畿日本鉄道   | 2005年（平成17年） |                         |                         |                         |                         |                         |                         |                         |                    | 219,000            | 624,000            | △405,000           | 284.9          |
| 近畿日本鉄道   | 2006年（平成18年） |                         |                         |                         |                         |                         |                         |                         |                    | 213,000            | 596,000            | △383,000           | 279.8          |
| 近畿日本鉄道   | 2007年（平成19年） |                         |                         |                         |                         |                         |                         |                         |                    |                    |                    |                    |                |
| 伊賀鉄道       | 2007年（平成19年） |                         |                         |                         |                         |                         |                         |                         |                    |                    |                    |                    |                |
| 伊賀鉄道       | 2008年（平成20年） | 54,848                  | 112,031                 | 166,879                 | 115,812                 | 0                       | 282,691                 | 0                       | 6,659              | 289,350            | 597,534            | △308,184           | 206.5          |
| 伊賀鉄道       | 2009年（平成21年） | 53,678                  | 101,831                 | 155,509                 | 110,691                 | 0                       | 266,200                 | 0                       | 8,091              | 274,291            | 576,123            | △301,832           | 210.0          |
| 伊賀鉄道       | 2010年（平成22年） | 49,000                  | 97,000                  | 146,000                 | 106,000                 |                         | 252,000                 |                         | 6,000              | 259,000            | 579,000            | △319,000           | 223.6          |
| 伊賀鉄道       | 2011年（平成23年） | 48,000                  | 90,000                  | 138,000                 | 103,000                 |                         | 242,000                 |                         | 8,000              | 251,000            | 521,000            | △269,000           | 207.6          |
| 伊賀鉄道       | 2012年（平成24年） | 48,000                  | 85,000                  | 133,000                 | 101,000                 |                         | 234,000                 |                         | 9,000              | 244,000            | 514,000            | △270,000           | 210.7          |
| 伊賀鉄道       | 2013年（平成25年） | 47,000                  | 83,000                  | 130,000                 | 101,000                 |                         | 231,000                 |                         | 20,000             | 254,000            | 570,000            | △316,000           | 224.4          |
| 伊賀鉄道       | 2014年（平成26年） | 46,000                  | 76,000                  | 122,000                 | 96,000                  |                         | 218,000                 |                         | 14,000             | 232,000            | 529,000            | △296,000           | 228.0          |
| 伊賀鉄道       | 2015年（平成27年） | 46,000                  | 75,000                  | 121,000                 | 102,000                 |                         | 223,000                 |                         | 15,000             | 238,000            | 472,000            | △234,000           | 198.3          |
| 伊賀鉄道       | 2016年（平成28年） |                         |                         |                         |                         |                         |                         |                         |                    | 220,000            | 552,000            | △332,000           | 250.9          |
| 伊賀鉄道       | 2017年（平成29年） |                         |                         |                         |                         |                         |                         |                         | 97,000             | 309,000            | 373,000            | △64,000            | 120.7          |
| 伊賀鉄道       | 2018年（平成30年） |                         |                         |                         |                         |                         |                         |                         | 107,000            | 313,000            | 375,000            | △62,000            | 119.8          |

- 鉄道統計年報（国土交通省鉄道局監修）より抜粋
- 国土交通省中部運輸局ウェブサイト[12]より抜粋。
- 近鉄発表資料[13]より抜粋。
- 伊賀市資料[14]
- 『伊賀タウン情報 YOU』2011年6月1日[15]、同2012年7月3日[16]、同2015年7月8日[17]、同2016年7月12日[18]、同2017年7月14日[19]、同2018年7月10日[20]、同2019年7月10日[21]の記事より抜粋。

## 車両
伊賀線用の新車は電化時に導入されたデハ1形（後のモニ5181形）・デ1形以降全く製造されず、近鉄時代は他線からの中古車がかき集められてきた。必要車両数は2両5編成10両と少ない。

### 現在の車両
- 200系

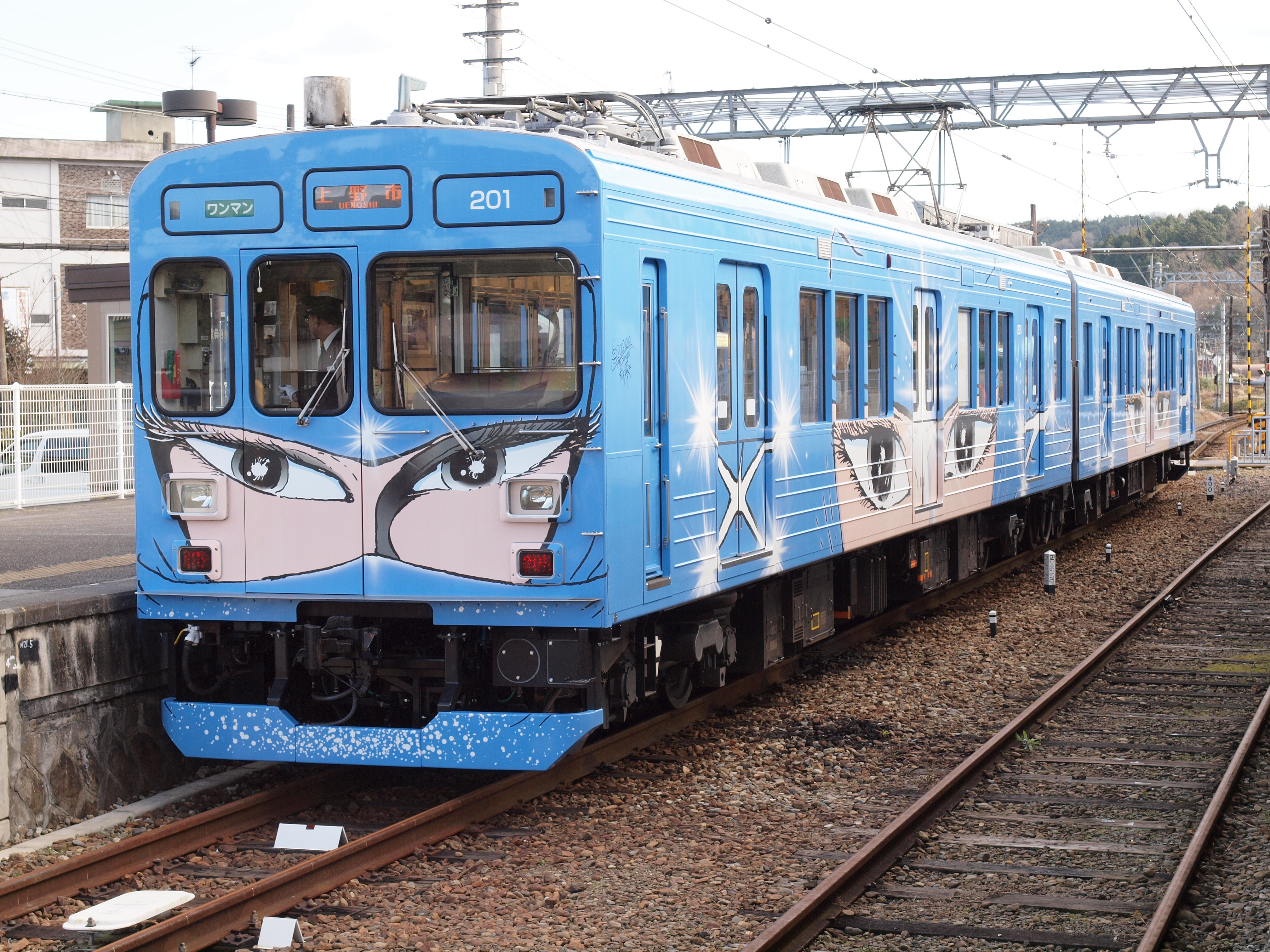
200系電車

  - 東京急行電鉄（東急）で運行されていた1000系電車を譲り受けたもので、2009年12月24日から営業運転を開始した[22]。第1編成はラッピングが施されて松本零士デザインの「忍者列車」となった[22][23]。東急からの新車導入にあたり、車体の幅が従来車よりも広くなり建築限界に支障するため、ホームを削る工事が昼間に列車を運休して行われた。なお、200系は伊賀鉄道初の自社所有車両である[24]（2017年の公有民営方式移行後は、伊賀市が車両を保有し、それを借受けている[8]）。2011年度までに2両編成5本が導入された。導入時は前述の第1編成をはじめ全車ともラッピングが施されていたが、2017年に広告の契約期間が満了したことで第3編成に施されていたラッピングが解除され、ほぼ東急時代と同じステンレス地に赤い帯のみとなっている[25]。
  - 伊賀線で運用を開始した後も制御方式はVVVF制御、マスコンはワンハンドルのままである。伊賀線で使用されていた近鉄の車両には見られなかった伊賀線初のVVVF制御車、ワンハンドル車となった。

### 過去の車両
1984年の高性能化以降に転入
- 860系
- 880系

1977年の全車代替時に転入
- 5000系

1977年の全車代替以前に使用
電車
- モニ5181形
- モ5151・モニ5161・クニ5431形
- モニ5201形
- モ5251形
- クニ5361形

電気機関車
- デ1形（8・9）
- デ61形（63）

## 車両基地
車両基地は上野市駅構内に上野市車庫がある。公設民営化前は近鉄高安検車区配下の車庫であったが、公設民営化後伊賀鉄道へ移管した。伊賀鉄道は近鉄からの運営移管当初より車両検修業務を近鉄に委託しており、公設民営化後も状態・機能検査、重要部検査、全般検査を委託している。状態・機能検査については検査実施日に高安検車区名張車庫の係員が出張して行い、重要部検査と全般検査については、伊賀線は1067mm軌間であり、1435mm軌間の近鉄大阪線と直通できないため、車体のみを上野市車庫で整備し、台車等の各装置はトラック輸送で塩浜検修車庫へ持ち込んで検査を行う。

## 歴史
関西本線の伊賀上野駅と上野町（現在の伊賀市）の中心地を結ぶため、伊賀電気鉄道の前身である伊賀軌道により上野駅連絡所（現在の伊賀上野駅） - 上野町駅（現在の上野市駅）間が1916年に開業したのが始まりである。1922年には伊賀上野駅 - 名張駅（後の西名張駅、当時の名張町の中心地に近い場所にあった）間が全通した。奇しくもこの年に成立した改正鉄道敷設法別表の「81. 奈良県桜井ヨリ榛原、三重県名張ヲ経テ松阪ニ至ル鉄道及名張ヨリ分岐シテ伊賀上野附近ニ至ル鉄道」の後段に相当する路線でもあった。電化後は、大阪電気軌道を経て参宮急行電鉄の路線となった。
伊賀神戸駅 - 西名張駅間は、大阪線と競合するため戦時中一旦休止したが、国鉄直通の貨物運行に必要なため、戦後に再開された。しかし、並行路線であるがために旅客数・貨物数ともに低迷した。昭和30年代には同区間の旅客列車は1日5往復、利用者数は約80人/日まで減少し、近鉄では不採算区間の整理と桔梗が丘住宅地の造成のため、同区間の廃止方針を打ち出した。沿線での存続運動もあったが、道路事情の改善によって貨物のトラック輸送への転移が進んだことで貨物列車運行廃止の目処がたったため、大阪線の名張駅止まりの列車の一部を伊賀神戸駅まで延長することや西名張駅の敷地を名張市へ無償譲渡することなどを条件に、1964年10月に廃止された。廃止に際し、中間駅のなかった大阪線の名張駅 - 美旗駅間には桔梗が丘駅が蔵持駅および西原駅の代替として新設された。
- 1912年（大正元年）10月：上野町の実業家田中善助らにより伊賀軌道出願。
- 1916年（大正5年）8月8日：伊賀軌道が上野駅連絡所 - 上野町駅間を開業。
- 1917年（大正6年）12月20日：伊賀軌道が伊賀鉄道に社名変更。
- 1919年（大正8年）10月1日：全線を軌道法による軌道から地方鉄道法による鉄道に変更。
- 1920年（大正9年）3月：上野駅連絡所を廃止し、鉄道院伊賀上野駅に統合。
- 1922年（大正11年）7月18日：上野町駅 - 名張駅（後の西名張駅）間が開業し全通。
- 1926年（大正15年）5月25日：伊賀上野駅 - 名張駅間が電化。市部駅・上林駅開業[27][28]。
  - 12月19日：伊賀鉄道が伊賀電気鉄道に社名変更。
- 1929年（昭和4年）
  - 3月31日：大阪電気軌道が伊賀電気鉄道を合併、伊賀線とする[29]。
  - 4月1日：参宮急行電鉄が大阪電気軌道から伊賀線を賃借して営業開始[29]。
- 1930年（昭和5年）
  - 10月10日：参宮急行電鉄榛原駅 - 伊賀神戸駅間開通に伴い伊賀神戸駅開業、同時に同駅付近にあった庄田駅廃止、美旗駅を美旗新田駅に、名張駅を西名張駅に改称。
  - 11月19日：阿保駅を比土駅に改称。参宮急行電鉄本線（現在の大阪線）に阿保駅（現在の青山町駅）が開業したため。
- 1931年（昭和6年）9月30日：大阪電気軌道が伊賀線を参宮急行電鉄に譲渡[29]。
- 1941年（昭和16年）
  - 3月15日：参宮急行電鉄が大阪電気軌道と合併、関西急行鉄道に改称。
  - 9月10日：上野町駅を上野市駅に改称。
- 1944年（昭和19年）6月1日：関西急行鉄道が近畿日本鉄道に社名変更。
- 1945年（昭和20年）6月1日：鍵屋辻駅・広小路駅・四十九駅・市部駅・上林駅・伊賀神戸 - 西名張間が休止。
- 1946年（昭和21年）3月15日：広小路駅・上林駅・伊賀神戸 - 西名張駅間（美旗新田駅と西原駅を除く）が営業再開。
- 1947年（昭和22年）10月21日：市部駅営業再開。
- 1948年（昭和23年）4月1日：美旗新田駅と西原駅が営業再開。
- 1950年（昭和25年）12月3日：桑町駅で正面衝突事故が発生して13人が重軽傷。上野市駅で修理していた客車が無人のまま暴走して、桑町駅で停車していた電車に衝突したもの[30]。
- 1964年（昭和39年）10月1日：伊賀神戸駅 - 西名張駅間 (9.7km) が廃止。西名張の車庫は上野市に移転。
- 1969年（昭和44年）5月15日：休止中の新居駅 - 西大手駅間の鍵屋辻駅、桑町駅 - 猪田道駅間の四十九駅廃止。
- 1973年（昭和48年）10月1日：貨物営業廃止。
- 1977年（昭和52年）7月14日：単線自動化及びATS使用開始。
- 1994年（平成6年）10月1日：ワンマン運転開始[31]。
- 2005年（平成17年）7月2日：自転車を電車内に持ち込めるサイクルトレインを試験的に運行開始（11月27日までの土曜・休日・夏休み期間）。
- 2007年（平成19年）
  - 3月26日：近畿日本鉄道が第一種鉄道事業廃止届を国土交通省に提出。同日伊賀鉄道設立。
  - 5月23日：近畿日本鉄道が第一種鉄道事業廃止繰上届を国土交通省に提出。同日伊賀鉄道が第二種鉄道事業認可届を同省に提出。近鉄が伊賀線の第三種鉄道事業許可申請。
  - 10月1日：伊賀鉄道に経営移行。
  - 同時にダイヤ改正実施。「平日ダイヤ」と「土曜・休日ダイヤ」を設定し、平日ダイヤについては昼間時も30分間隔の運転にするなど列車の増発を行う。
- 2008年（平成20年）8月1日：自転車を電車内に持ち込めるサイクルトレインを毎日運行開始。
- 2009年（平成21年）
  - 3月20日：ダイヤ改正で、始発や最終の変更が行われ、JRや近鉄との接続を重視したダイヤに変更された（最小3分 - 最大1時間）。
  - 9月11日 - 10月1日：車両更新に伴い、上林駅を除く各駅のホーム改修工事を実施[32]。
- 2017年（平成29年）4月1日：近畿日本鉄道が伊賀線の線路などの鉄道施設、伊賀鉄道が車両を伊賀市に譲渡し、公有民営方式へ移行。近鉄に代わり伊賀市が伊賀線の第三種鉄道事業者となる[8]。
- 2018年（平成30年）3月17日：四十九駅が旧駅から北へ300メートルの地点に再開業[33]。
- 2019年（平成31年）
  - 2月22日：「忍者線」を愛称に制定[1]。
  - 2月27日：上野市駅に多言語対応の自動券売機が2台導入。翌28日には、伊賀神戸駅に2台、茅町駅に1台導入。
- 2022年（令和4年）7月18日：伊賀鉄道伊賀線の全線開通百周年を祝う式典を上野市駅で開催[34]
- 2024年（令和6年）3月9日：ICカード「ICOCA」およびICOCAとの全国相互利用対象の交通系ICカードが全線で利用可能となる。同日「伊賀線ICカード導入記念式典」を上野市駅前にて開催[5]。

## 駅一覧

### 営業中の区間
- 全駅三重県伊賀市に所在。
- 普通列車のみ運転、全列車が各駅に停車（但しイベント等の臨時列車は通過運転を行う。基本的な停車駅は伊賀上野・上野市・茅町・猪田道・伊賀神戸）。
- *印：駅員が配備されている駅
- 線路（全線単線） … ◇：列車交換可、｜：列車交換不可

| 駅名                                  | 駅間キロ | 営業キロ | 乗車人員                  | 乗車人員   | 乗車人員              | 接続路線                  | 線路 |
| 駅名                                  | 駅間キロ | 営業キロ | -2006年- （近鉄最終年度） | -2012年-   | -2018年- （最新年度） | 接続路線                  | 線路 |
| ------------------------------------- | -------- | -------- | ------------------------- | ---------- | --------------------- | ------------------------- | ---- |
| 伊賀上野駅*                           | -        | 0.0      | 522人/日                  | 388人/日   | 225人/日              | 西日本旅客鉄道： 関西本線 | ｜   |
| 新居駅                                | 0.8      | 0.8      | 73人/日                   | 53人/日    | 44人/日               |                           | ｜   |
| 西大手駅                              | 2.5      | 3.3      | 112人/日                  | 79人/日    | 71人/日               |                           | ｜   |
| 上野市駅* （忍者市駅）                | 0.6      | 3.9      | 1,313人/日                | 1,107人/日 | 998人/日              |                           | ◇    |
| 広小路駅                              | 0.5      | 4.4      | 66人/日                   | 47人/日    | 73人/日               |                           | ｜   |
| 茅町駅* （ライフラインの上野ガス駅）  | 0.6      | 5.0      | 910人/日                  | 517人/日   | 373人/日              |                           | ◇    |
| 桑町駅                                | 0.8      | 5.8      | 107人/日                  | 163人/日   | 119人/日              |                           | ｜   |
| 四十九駅 （イオンタウン伊賀上野前駅） | 0.7      | 6.5      |                           |            | 81人/日               |                           | ｜   |
| 猪田道駅                              | 1.5      | 8.0      | 87人/日                   | 56人/日    | 27人/日               |                           | ◇    |
| 市部駅 （ゆめぽりす伊賀前駅）         | 1.2      | 9.2      | 65人/日                   | 109人/日   | 89人/日               |                           | ｜   |
| 依那古駅                              | 1.4      | 10.6     | 81人/日                   | 72人/日    | 39人/日               |                           | ｜   |
| 丸山駅 （くノ一グラウンド前駅）       | 1.3      | 11.9     | 145人/日                  | 60人/日    | 17人/日               |                           | ◇    |
| 上林駅                                | 1.1      | 13.0     | 34人/日                   | 26人/日    | 13人/日               |                           | ｜   |
| 比土駅 （バンブー・ボルダリング前駅） | 2.6      | 15.6     | 29人/日                   | 10人/日    | 11人/日               |                           | ｜   |
| 伊賀神戸駅*                           | 1.0      | 16.6     | 不明/日                   | 1,802人/日 | 1,243人/日            | 近畿日本鉄道：D 大阪線    | ｜   |

### 営業中の区間の廃止駅
- 鍵屋辻駅（新居駅 - 西大手駅間）…1945年休止、1969年廃止。
- 四十九駅（桑町駅 - 猪田道駅間）…1945年休止、1969年廃止。旧駅の約300m北側に同名の新駅が2018年3月17日に開業[33]。

### 廃止区間
伊賀神戸駅 - 美旗新田駅 - 西原駅 - 蔵持駅 - 八丁駅 - 西名張駅
廃線跡は伊賀神戸駅 - 美旗新田駅間が未舗装の農道として残っているが、完全に藪に覆われており立ち入り不可能な部分もある。途中には用水路をくぐったトンネルが2013年まで残されていた。ただし、西名張側は坑口が完全に埋められていた。美旗新田駅跡の西名張側には小波田川には鉄橋跡（橋台のみ）が残っており、近鉄大阪線の車窓からも確認できる。美旗新田駅から蔵持駅にかけては農地の区画整理と宅地開発により、一部を除き痕跡が失われたが、蔵持駅跡付近から西名張駅跡までは一般道や農道と化しており、跡をたどることができる。

### 新駅設置

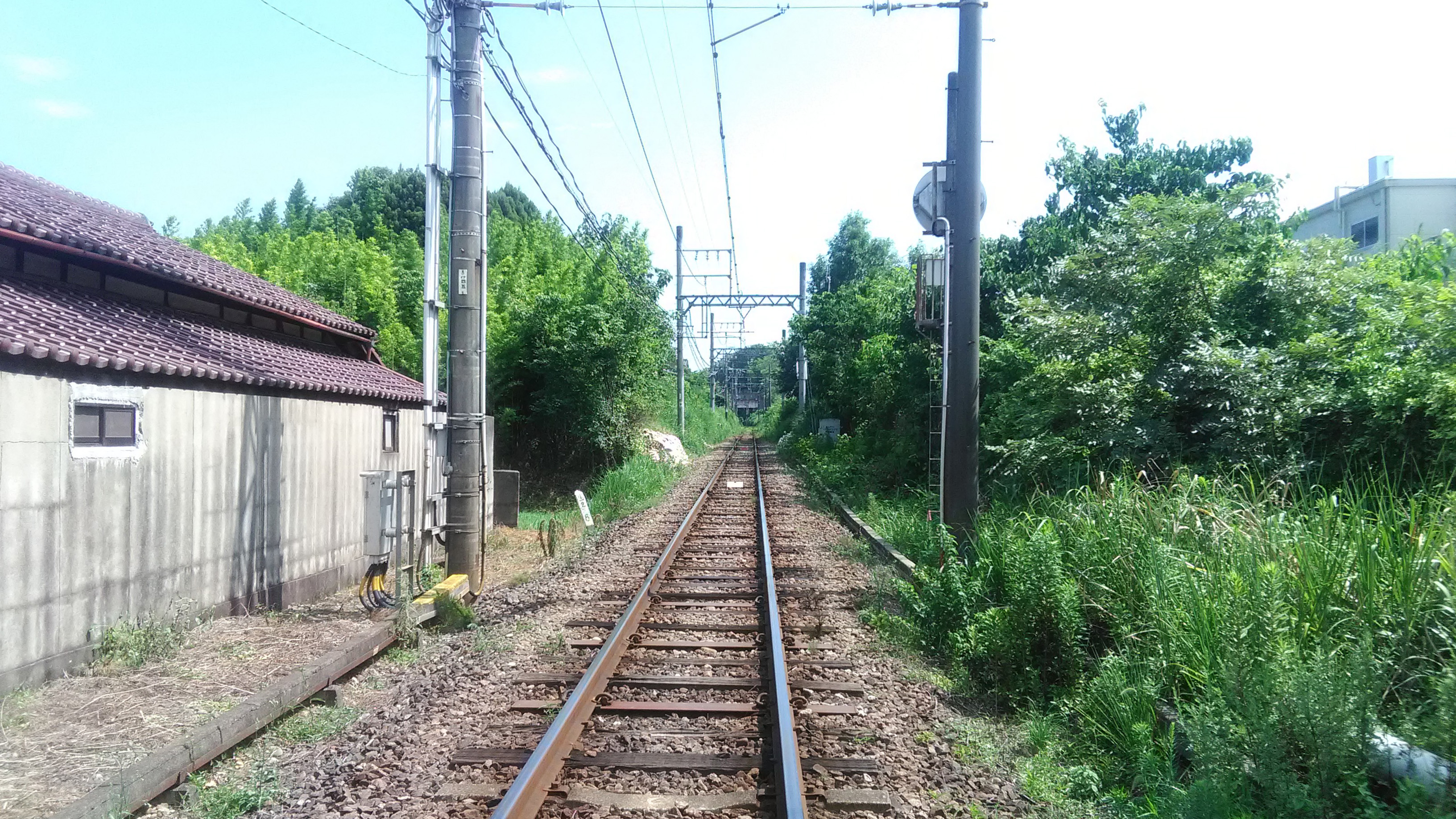
設置前の四十九駅用地（イオンタウン伊賀上野の北東側）

伊賀市四十九町自治会が、市に対し新駅設置を求める請願を行った。伊賀市はそれを受けて新駅整備基本設計に着手、2015年12月1日に基本設計案をまとめ、2016年度の事業着手、2018年3月の新駅完成を目標とした。新駅は原則無人駅とし、乗降ホームと簡易な屋根の設置程度に留める方針（駐輪場やトイレは設置しない）。旧四十九駅跡地には現状家屋があるため、新駅の設置位置については利用者の利便性を考慮した位置として、イオンタウン伊賀上野の北東側を選定した。2017年10月3日に伊賀市が新駅の名称を「四十九駅」とすると発表、2018年2月16日に開業日を同年3月17日と発表し、同日に開業した。